# Andratx
Andratx (em catalão e oficialmente; em castelhano: Andrach ou Andraitx) é um município da Espanha na ilha de Maiorca, província e comunidade autónoma das Ilhas Baleares. Tem 81,5 km² de área e em 2021 tinha 11 571 habitantes (densidade: 142 hab./km²).

## Demografia
| Variação demográfica do município entre 1991 e 2004 [carece de fontes?] | Variação demográfica do município entre 1991 e 2004 [carece de fontes?] | Variação demográfica do município entre 1991 e 2004 [carece de fontes?] | Variação demográfica do município entre 1991 e 2004 [carece de fontes?] |
| ----------------------------------------------------------------------- | ----------------------------------------------------------------------- | ----------------------------------------------------------------------- | ----------------------------------------------------------------------- |
| 1991                                                                    | 1996                                                                    | 2001                                                                    | 2004                                                                    |
| 6897                                                                    | 8098                                                                    | 7753                                                                    | 9404                                                                    |